# E661 (trasa europejska)
E661 – trasa europejska łącznikowa (kategorii B), biegnąca przez południowe Węgry, północną Chorwację (Slawonię) i środkową Bośnię i Hercegowinę.
E661 zaczyna się na skrzyżowaniu węgierskich dróg krajowych nr 71 i nr 7 koło wsi Balatonkeresztúr, gdzie odbija od trasy europejskiej E71. Na Węgrzech E661 biegnie szlakiem drogi krajowej nr 68 przez miasta Marcali i Nagyatád do przejścia granicznego Bárcs – Terezino Polje (most na Drawie).
Na terenie Chorwacji E661 biegnie szlakiem drogi krajowej nr 5 przez Viroviticę do przejścia granicznego Stara Gradiška – Gradiška (most na Sawie). 3 km na południe od miasta Okučani E661 przecina trasę E70 – chorwacką autostradę A3 (węzeł Okučani).
W Bośni i Hercegowinie E661 biegnie szlakami dróg krajowych:
- nr 16 przez Banja Lukę i Jajce do miasta Donji Vakuf,
- nr 5 przez Vitez do skrzyżowania z drogą krajową nr 17 koło wsi Kaonik (10 km na południe od Zenicy, gdzie łączy się z trasą E73.

Na odcinku od Jajec do końca trasy E661 biegnie razem z trasą europejską E761.
Ogólna długość trasy E661 wynosi około 417 km, z tego 96 km na Węgrzech, 119 km w Chorwacji i 202 km w Bośni i Hercegowinie.